# 林飛鶴
葉潔齊，廣東惠州府海丰县坊廓都（今陆丰博美下寮）人，清朝政治人物、同進士出身。
嘉庆二十二年（1817年），登進士，授授翰林院庶吉士，后任广东肇庆府儒学教授，文林郎。